# Steneurytion
Steneurytion är ett släkte av mångfotingar som ingår i familjen storjordkrypare.
Arter inom släktet enligt Catalogue of Life:
- Steneurytion antipodum
- Steneurytion dux
- Steneurytion hawaiiensis
- Steneurytion incisunguis
- Steneurytion mjoebergi
- Steneurytion morbosus